# Daemonorops oblata
Daemonorops oblata är en enhjärtbladig växtart som beskrevs av John Dransfield. Daemonorops oblata ingår i släktet Daemonorops och familjen Arecaceae. Inga underarter finns listade i Catalogue of Life.